# Христо Куслев

Христо Куслев е български революционер, струмишки войвода на Вътрешната македоно-одринска революционна организация.

## Биография
Христо Куслев е роден на 18 март 1877 година в Кукуш, тогава в Османската империя. Семейството му е търговско. Учи до трети клас в Кукуш, а в 1896 – 1897 учи до VI клас в българската гимназия в Солун. Като ученик в Солун се присъединява към ВМОРО, покръстен от поп Стамат Танчев.
В 1897 година е приет в юнкерското училище в София, но се отказва и с помощта на Гьорче Петров от 1898 година учителства в Лешко като параван за развиваната от него революционна дейност. Там посреща четите на Ефрем Чучков, Стоян Георгиев и Тодор Станков при влизането им в Македония през май 1898 година. В Лешко укрепва революционния комитет и създава канал за пренос на оръжие от България.
През 1899 година завършва VII клас на Солунската гимназия и учителства в Долни Порой. Става районен ръководител на ВМОРО за Поройско и основава революционни комитети в българските села. След това Серският революционен комитет го праща учител в Цапарево и става районен началник на Каршияка.
През септември 1901 година става учител в Крушево, но преследван от властите през ноември минава в нелегалност. От началото на 1902 година е секретар в четата на Атанас Тешовалията в Неврокопско и Разложко. Минава в България, а през януари 1903 година отново навлиза в Македония с четата на Гоце Делчев. От февруари 1903 година става поройски войвода. Действа в Струмишко начело на малка чета, с която участва и в Илинденско-Преображенското въстание през лятото на същата година.
През 1907 година завършва стоматология във Виена, установява се в Подгорица, където работи като зъболекар. Христо Куслев почива в Подгорица.